# Campeonato Mundial de Curling Femenino de 2005
El XXVII Campeonato Mundial de Curling Femenino se celebró en Paisley (Reino Unido) entre el 19 y el 27 de marzo de 2005 bajo la organización de la Federación Mundial de Curling (WCF) y la Federación Británica de Curling.
Las competiciones se realizaron en el Lagoon Leisure Centre de la ciudad escocesa.

## Tabla de posiciones
| Pos | Equipo         | G  | P  | G–P |
| --- | -------------- | -- | -- | --- |
| 1   | Suecia         | 11 | 0  | –   |
| 2   | Estados Unidos | 10 | 1  | –   |
| 3   | Canadá         | 8  | 3  | –   |
| 4   | Noruega        | 7  | 4  | 1–0 |
| 5   | Rusia          | 7  | 4  | 0–1 |
| 6   | Escocia        | 6  | 5  | –   |
| 7   | China          | 4  | 7  | 1–0 |
| 8   | Suiza          | 4  | 7  | 0–1 |
| 9   | Japón          | 3  | 8  | 1–0 |
| 10  | Dinamarca      | 3  | 8  | 0–1 |
| 11  | Italia         | 2  | 9  | –   |
| 12  | Finlandia      | 1  | 10 | –   |

## Cuadro final
|  | Clasif. a semifinal | Clasif. a semifinal | Clasif. a semifinal |  |  | Semifinal | Semifinal |  |                | Final  | Final |
|  |                     |                     |                     |  |  |           |           |  |                |        |       |
|  | 1                   | Suecia              | 5                   |  |  |           |           |  |                |        |       |
|  | 2                   | Estados Unidos      | 6                   |  |  |           |           |  |                | Suecia | 10    |
|  |                     |                     |                     |  |  | ' Suecia  | 10        |  | Estados Unidos | 4      |       |
|  |                     | Noruega             | 4                   |  |  |           |           |  |                |        |       |
|  | 3                   | Canadá              | 5                   |  |  |           |           |  |                |        |       |
|  | 4                   | Noruega             | 12                  |  |  |           |           |  |                |        |       |

## Medallistas
| Evento   | Oro                                                                                     | Plata                                                                                        | Bronce                                                                                     |
| -------- | --------------------------------------------------------------------------------------- | -------------------------------------------------------------------------------------------- | ------------------------------------------------------------------------------------------ |
| Femenino | Suecia · Anette Norberg · Eva Lund · Cathrine Norberg · Anna Bergström · Ulrika Bergman | Estados Unidos Cassandra Johnson Jamie Johnson Jessica Schultz Maureen Brunt Courtney George | Noruega · Dordi Nordby · Linn Githmark · Marianne Haslum · Camilla Holth · Marianne Rørvik |